# Wohlfahrtsmarke Audrey Hepburn
Die Wohlfahrtsmarke Audrey Hepburn der Deutschen Post AG aus dem Jahrgang 2001 mit einem Foto der Schauspielerin aus dem Film Frühstück bei Tiffany (Nennwert 1,10 + 0,50 DM und 0,56 + 0,26 Euro) ist die wertvollste moderne Briefmarke der Welt. Da sie nach dem Druck von 14 Millionen Exemplaren nie zur Ausgabe kam, existiert sie nur noch in ganz wenigen Exemplaren. Eine Einzelmarke mit Eckrand erzielte 2005 einen Auktionspreis von 135.000 Euro, ein Bogen mit zehn Marken 2010 einen von 430.000 Euro.

## Entstehungsgeschichte
Die Zuschlagsmarke hätte am 11. Oktober 2001 als Kleinbogen zu je 10 Marken bzw. am 13. November 2001 als Briefmarkenheft im Rahmen der Wohlfahrtsserie „Für die Wohlfahrtspflege 2001“ erscheinen und zusammen mit Briefmarken von Charlie Chaplin, Marilyn Monroe, Greta Garbo und Jean Gabin den Satz „Internationale Filmschauspieler“ bilden sollen. Stattdessen wurde jedoch eine Briefmarke mit dem Bild einer Filmrolle (Michel-Katalog-Nummer: 2220) ausgegeben, die nicht, wie die übrigen Marken der Serie und allgemein üblich, mit „Für die Wohlfahrtspflege“, sondern mit „Hilf mit Wohlfahrts-Marken“ beschriftet ist.
Der Entwurf des Briefmarkensatzes stammt von der Münchner Grafikerin Antonia Graschberger.
Das Bundesfinanzministerium musste auf die Ausgabe der bereits hergestellten Marken verzichten, da Hepburns Söhne und Erben, Sean Ferrer aus der Ehe mit Mel Ferrer und Luca Dotti aus der Ehe mit Andrea Dotti, ihre Zustimmung verweigerten. Sie hielten eine Briefmarke, die ihre Mutter mit einer Zigarettenspitze zeigt und damit zu gesundheitsschädlichem Verhalten anrege, nicht für wünschenswert. Daraufhin wurde die Vernichtung der Marken veranlasst. Die ersten Testdruckbögen, die bereits an die Grafikerin, den Vorsitzenden des Briefmarkenbeirates Karl Oskar Blase, die Deutsche Post sowie das Finanzministerium als Herausgeber verschickt worden waren, wurden daraufhin von der Bundesdruckerei zur Vernichtung zurückgefordert. Dem kamen die Grafikerin und der Briefmarkenbeirat nach, nicht jedoch das Ministerium, das mindestens drei Zehnerbögen erhalten hatte. Von den zwei Bögen, die die Deutsche Post erhalten hatte, wurde je einer dem Konzernarchiv der Deutschen Post und dem Archiv für Philatelie der Museumsstiftung Post und Telekommunikation überlassen. Der Bogen aus dem Archiv für Philatelie wurde vom 6. bis 10. Mai 2009 auf der 19. Internationalen Briefmarken-Messe in Essen ausgestellt.
Ähnlich kurzfristig wie das Bild der Filmrolle wurde das Motiv Greta Garbo in die Serie aufgenommen. Ursprünglich war eine Marke mit Ingrid Bergman und Humphrey Bogart geplant gewesen, doch konnten auch dafür die erforderlichen Rechte nicht erlangt werden.

## Die bekannten Exemplare

### Gestempelte Einzelexemplare

#### Das erste Exemplar
Die Marke besitzt einen Maschinenstempel aus dem Briefzentrum 12 (mb) Berlin-Südost in Schönefeld vom 14. Oktober 2003, 22 Uhr.
Das erste Exemplar der Audrey-Hepburn-Wohlfahrtsmarke wurde von dem Sammler Werner Dürrschmidt aus Leupoldsgrün Ende 2004 entdeckt. Dieser ließ sich von Unternehmen in Deutschland regelmäßig Umschläge der Firmenpost zusenden. In einer solchen Zusendung einer niedersächsischen Firma mit 2000 bis 3000 Briefmarken fand er die ihm unbekannte Briefmarke mit dem Bild Audrey Hepburns. Ein Gutachter bestätigte die Echtheit. Am 5. Januar 2005 wurde das Exemplar erstmals öffentlich im Bonner Archiv für Philatelie gezeigt und danach auf der Nationalen Postwertzeichen-Ausstellung (NAPOSTA) vom 2. bis 5. Juni 2005 im Hannover Congress Centrum.
Am 6. Oktober 2006 wurde die Marke beim Auktionshaus Felzmann für 53.000 Euro versteigert. Über den neuen Besitzer ist nur bekannt, dass er aus Deutschland stammt.

#### Das zweite Exemplar
Die Marke besitzt einen Maschinenstempel aus dem Briefzentrum 10 (mc) Berlin-Zentrum in Berlin vom 2. November 2003, 20 Uhr.
Das zweite Exemplar wurde von einem Sammler aus Frankfurt am Main gefunden und am 1. Juni 2005 über das Auktionshaus Heinrich Köhler in Wiesbaden für 58.000 Euro versteigert. Der neue Eigentümer aus Süddeutschland zeigte sich mit dem Kaufpreis zufrieden und meinte: „Mein Gebot wäre noch weiter gegangen.“

#### Das dritte Exemplar
Die Marke besitzt einen Tagesstempel aus Kleinmachnow 1 (PLZ 14532) vom 11. Februar 2004, 18 Uhr.
Am 7. Oktober 2005 ersteigerte der Finanzinvestor Gerd Bennewirtz aus Korschenbroich beim Auktionshaus Felzmann in Düsseldorf das schönste der drei bislang bekannten Exemplare, ein linkes oberes Eckrandstück – für den Rekordpreis von 135.000 Euro.  Ein Sammler aus dem Raum Berlin-Brandenburg hatte das einwandfrei erhaltene Exemplar in billiger Kiloware entdeckt, ihm  monatelang aber keine Beachtung geschenkt, bis er von den zwei anderen Exemplaren erfuhr.
Die Marke wurde im Februar 2019 im Auktionshaus Gärtner für 92.000 Euro versteigert, der erste Ausruf lag bei 65.000 Euro, zuzüglich Aufgeld ergab sich damit ein Preis von 114.000 Euro.

#### Das vierte Exemplar
Die Marke besitzt einen Maschinenstempel aus dem Briefzentrum 13 (mf) Berlin-Nord in Hennigsdorf mit unleserlichem Datum.
Ein weiteres Exemplar wurde 2007 auf der Briefmarkenbörse in Sindelfingen gezeigt und am 9. Mai 2009 auf der IBRA in Essen durch das Düsseldorfer Auktionshaus Felzmann für 60.000 Euro an einen anonymen Bieter versteigert.

#### Das fünfte Exemplar
Die Marke besitzt einen Tagesstempelabdruck, der nur zu knapp einem Viertel vollständig ist. Es sind kaum vier Buchstaben (vermutlich „…dorf“) zu erkennen.
Ein weiteres Exemplar, das ebenfalls in Kiloware gefunden worden war, wurde zwischen dem 25. und 27. Mai 2009 im Hotel Kempinski in Berlin vom Berliner Auktionshaus Schlegel für 53.500 Euro versteigert.

### Komplette Briefmarkenbögen und postfrische Exemplare
Drei komplette postfrische Bögen mit je zehn Marken waren bekannt: einer im Archiv der Post, einer im Archiv für Philatelie der Museumsstiftung Post und Telekommunikation und einer, der bei der Drucklegung Sean Ferrer überlassen worden war. Dieser ließ ihn am 16. Oktober 2010 durch das Berliner Auktionshaus Schlegel im Berliner Hotel Adlon zugunsten von UNICEF (1/3) und dem Audrey Hepburn Children’s Fund (2/3) für 430.000 Euro versteigern. Der Höchstbietende hat den Bogen Ende Oktober 2010  größtenteils vereinzeln lassen, um die einzelnen Marken an interessierte Sammler weiterzuverkaufen. Aktuell (Oktober 2010) gibt es nur noch vier zusammenhängende Exemplare des Bogens.
Im November 2015 wurde eine postfrische Marke mit rechtem Bogenrand aus dem vereinzelten Bogen über eBay versteigert. Insgesamt gaben 42 Bieter 150 Gebote ab. Am 29. November 2015 endete nach zehn Tagen das Gebot bei 64.750,00 Euro.